# Węgry na Zimowych Igrzyskach Olimpijskich 1956
Węgry na Zimowych Igrzyskach Olimpijskich 1956 reprezentowało rodzeństwo Marianna Nagy i László Nagy, którzy startowali w łyżwiarstwie figurowym, w konkurencji par sportowych zdobywając brązowy medal. Był to siódmy start reprezentacji Węgier na zimowych igrzyskach olimpijskich.

## Zdobyte medale
| Medal | Zawodnik                   | Dyscyplina           | Konkurencja   | Rezultat  |
| ----- | -------------------------- | -------------------- | ------------- | --------- |
| Brąz  | Marianna Nagy, László Nagy | Łyżwiarstwo figurowe | pary sportowe | 11,03 pkt |

## Skład kadry

### Łyżwiarstwo figurowe
| Zawodnik                  | Konkurencja   | Nota  | Pozycja |
| ------------------------- | ------------- | ----- | ------- |
| Marianna Nagy László Nagy | Pary sportowe | 11,03 | brąz    |